# ホンダ・CB750K
CB750K（シービーななひゃくごじゅうケー）は、本田技研工業が1978年から1984年に製造販売していた、同社のCBシリーズに属す、排気量が750ccクラスのオートバイである。
本項では姉妹車の750 CUSTOM EXCLUSIVE（ななひゃくごじゅうカスタムエクスクルーシブ）ならびにCB750 CUSTOM（シービーななひゃくごじゅうカスタム）についても解説を行う。

## 概説
1969年にCBシリーズのフラグシップモデル的存在として発売されたドリームCB750FOURシリーズからのフルモデルチェンジ車であり、CB750Fと同時に共通設計・開発されたものである。
CBシリーズの750ccクラスとしては第二世代にあたる。

### 開発までの経緯
上述したドリームCB750FOURシリーズは日本国内のほかに北米ならびにヨーロッパ市場へ輸出販売されていたが、1970年代後半になると以下の問題が浮上していた。
日本・北米市場
- 世界市場を席巻するにいたった歴史的な名車であったが、DOHC[注 2]や4バルブなどの技術を搭載した後発ライバル車により、徐々に発売当初のイメージには陰りが見え始めていた[3]。

ヨーロッパ市場
- 1960年代から同社の輸出車両開発は北米市場向けに行っていたが、当時のヨーロッパではオートバイに対する嗜好は乖離し始めており、北米向け車両にハンドル位置・ステップ位置・カラーリングなどの変更というローカライズするだけの販売戦略ではシェアを失う一方で、危機的状況を打破するため先進技術を投入した新たなフラグシップモデル=とりわけ需要の高いスーパースポーツモデルの投入が急務となっていた[3]。

このため2輪部門の総責任者であった久米是志が「ノルマンディー上陸作戦」と称したプロジェクトを立ち上げ、先進技術を投入した新たなスポーツモデルの開発設計にはロードレースへの復帰が必要であるとの判断を下し、サーキットで常勝マシンとなっていたカワサキ・Z1を追撃するため1975年にH.E.R.T.（Honda Endurance Racing Team）を結成。当時は常に10万人を超える観客を動員するなど高い人気を誇ったFIMヨーロッパ耐久選手権からレース活動を再開した。
レースには内径x行程：61.0x63.0（mm）・排気量736ccのドリームCB750FOUR用CB750E型空冷SOHC2バルブ4気筒エンジンをベースにDOHC4バルブ化ならびに排気量アップなどのチューニングを施した空冷DOHC4バルブ4気筒エンジンを搭載するRCB1000を投入。1976年が8戦中7勝、1977年がシリーズ9戦全勝という成績を収めた。そこで得た技術をフィードバックし、かつイメージをダイレクトに受け継ぐサーキット最速・最軽量スーパースポーツとしてヨーロッパ市場向けにCB900Fが1978年に開発された。
一方、日本国内では排気量上限を750ccまでとする自主規制が存在。また北米市場は750ccがメインマーケットであるなど多くのユーザー層をカバーする要求もあった。このためCB900Fをベースに基本設計を共有するCB750Fと共に開発されたネイキッドタイプが本モデルである。

## 車両解説
※本項では日本国内仕様を基に解説を行う。

### CB750K
型式名RC01。1978年12月12日発表、同月13日発売。モデルイヤーコードCB750KZ。輸出を含め月産4,500台、標準価格は498,000円とされた。
ドリームCB750FOUR-Kからスタイルを継承するアップハンドル・4本マフラーを装着する車体はフレームにダブルクレードル式を採用し、サスペンションは前輪をテレスコピック、後輪をスイングアームとしたが、ショックアブソーバーは板ばねとオリフィスだけでコントロールしていた減衰力をさらにコイルスプリングとチェックバルグを設けることによりスピードに応じた可変的な減衰力特性をもたせたFVQダンパーを採用する。
搭載されるRC01E型空冷4ストロークDOHC4バルブ4気筒エンジンは、内径x行程を62.0x62.0（mm）に、圧縮比を9.0に設定。排気量748ccから最高出力65ps/9,000rpm・最大トルク5.9kg-m/7,000rpmのスペックをマーク。変速機は左足動式5段マニュアルトランスミッションを搭載する。エンジンオイル潤滑方式はウエットサンプ、始動方式はキックスターターを廃止し、セルモーターのみである
ブレーキは前輪が油圧式シングルディスクブレーキ、後輪がロッド式リーディングトレーリングである。
1980年5月20日発表、同年6月2日発売でマイナーチェンジを実施。モデルイヤーコードCB750KA。前輪ディスクブレーキのダブル化ならびにボディのストライプデザイン変更を実施。標準価格を538,000円にアップした。

### 750 CUSTOM EXCLUSIVE
型式名RC04。当時ブームだったアメリカンタイプとした派生モデル。1980年5月20日発表、同年6月2日に標準価格638,000円で1,200台限定発売。モデルイヤーコードCB750CA。CB750Kからは以下の変更を実施。
- ハンドルをプルバックタイプへ換装。
- シート高を低下。
- ボディカラーをツートーン化。
- 前輪タイヤは19インチのまま扁平化。後輪タイヤは16インチ化。
- 後輪小径化により2次減速比を変更。
- ブレーキを前輪ダブル/後輪シングルのディスクブレーキへ変更。
- スポーク部を銀色としディスク面を黒色とした総アルミニウム製コムスターホイールを装着。
- チェンジレバー・ステップ・リヤブレーキペダルを鍛造ジュラルミン製へ変更。
- ヘッドライトをハロゲンバルブ化。

なお、本田技研工業のプレスリリース記録は残存していないが、翌1981年に後述するCB750 CUSTOMに準ずる仕様変更を実施したモデルイヤーコードCB750CDBが台数不明ながらも同様に限定販売された。

### CB750 CUSTOM
1981年4月22日発表、同年5月1日発売。上述した750 CUSTOM EXCLUSIVEの通常販売モデルである。型式名は引き続きRC04/モデルイヤーコードCB750CBであるが、車名上は別車種になる。
750 CUSTOM EXCLUSIVEからは以下の仕様変更を実施した。
- エンジンの吸排気ならびに出力特性を変更し燃費を改善。
  - 最高出力68ps/9,000rpm・最大トルク6.0kg-m/7,000rpm
  - 60km/h定地走行テスト値 32→35㎞/L
- フロントサスペンションをセミエア化。
- ディスクブレーキのキャリパーをデュアルピストン化。
- 前輪ブレーキローターを軽量穴あきタイプへ変更。
- ホイールをブラックコムスター化。
- ホイールベースを5mm拡大し1,545mmへ変更。

標準価格は610,000円にダウンしたが、シートを黒色化・メーターケースをメッキからプラスティック製へ・フェンダーも塗装からメッキへなどのコストダウンが行われた。

## 諸元
| 車名                   | CB750K                                                  | CB750K                                                  | 750 CUSTOM EXCLUSIVE                                    | CB750 CUSTOM                                            |
| 型式                   | RC01                                                    | RC01                                                    | RC04                                                    | RC04                                                    |
| モデルイヤー           | 1979                                                    | 1980                                                    | 1980                                                    | 1981                                                    |
| モデルイヤーコード     | CB750KZ                                                 | CB750KA                                                 | CB750CA                                                 | CB750CB                                                 |
| 全長（m）              | 2.225                                                   | 2.225                                                   | 2.290                                                   | 2.295                                                   |
| 全幅（m）              | 0.885                                                   | 0.885                                                   | 0.880                                                   | 0.880                                                   |
| 全高（m）              | 1.150                                                   | 1.150                                                   | 1.195                                                   | 1.200                                                   |
| 最低地上高（m）        | 0.145                                                   | 0.145                                                   | 0.135                                                   | 0.135                                                   |
| ホイールベース（m）    | 1.515                                                   | 1.515                                                   | 1.540                                                   | 1.545                                                   |
| 車両重量（kg）         | 250                                                     | 253                                                     | 252                                                     | 252                                                     |
| 60㎞/h定地走行燃費     | 32km/L                                                  | 32km/L                                                  | 32km/L                                                  | 35km/L                                                  |
| 最低回転半径（m）      | 2.6                                                     | 2.6                                                     | 2.7                                                     | 2.7                                                     |
| 原動機型式             | RC01型空冷4ストローク4バルブDOHC4気筒                   | RC01型空冷4ストローク4バルブDOHC4気筒                   | RC01型空冷4ストローク4バルブDOHC4気筒                   | RC01型空冷4ストローク4バルブDOHC4気筒                   |
| 総排気量               | 748cc                                                   | 748cc                                                   | 748cc                                                   | 748cc                                                   |
| 内径x行程（mm）        | 62.0x62.0                                               | 62.0x62.0                                               | 62.0x62.0                                               | 62.0x62.0                                               |
| 圧縮比                 | 9.0                                                     | 9.0                                                     | 9.0                                                     | 9.2                                                     |
| 最高出力               | 65ps/9,000rpm                                           | 65ps/9,000rpm                                           | 65ps/9,000rpm                                           | 68ps/9,000rpm                                           |
| 最大トルク             | 5.9kg-m/7,000rpm                                        | 5.9kg-m/7,000rpm                                        | 5.9kg-m/7,000rpm                                        | 6.0kg-m/7,000rpm                                        |
| 始動方式               | セルフ                                                  | セルフ                                                  | セルフ                                                  | セルフ                                                  |
| 点火方式               | 無接点式トランジスター                                  | 無接点式トランジスター                                  | 無接点式トランジスター                                  | 無接点式トランジスター                                  |
| 潤滑方式               | 圧送飛沫式併用ウエットサンプ                            | 圧送飛沫式併用ウエットサンプ                            | 圧送飛沫式併用ウエットサンプ                            | 圧送飛沫式併用ウエットサンプ                            |
| 潤滑油容量             | 4.5L                                                    | 4.5L                                                    | 4.5L                                                    | 4.5L                                                    |
| 燃料タンク容量         | 20Ｌ                                                    | 20Ｌ                                                    | 16Ｌ                                                    | 16Ｌ                                                    |
| クラッチ               | 湿式多板コイルスプリング                                | 湿式多板コイルスプリング                                | 湿式多板コイルスプリング                                | 湿式多板コイルスプリング                                |
| 変速機                 | 左足動式リターン常時噛合5段マニュアルトランスミッション | 左足動式リターン常時噛合5段マニュアルトランスミッション | 左足動式リターン常時噛合5段マニュアルトランスミッション | 左足動式リターン常時噛合5段マニュアルトランスミッション |
| 1速                    | 2.533                                                   | 2.533                                                   | 2.533                                                   | 2.533                                                   |
| 2速                    | 1.789                                                   | 1.789                                                   | 1.789                                                   | 1.789                                                   |
| 3速                    | 1.391                                                   | 1.391                                                   | 1.391                                                   | 1.391                                                   |
| 4速                    | 1.160                                                   | 1.160                                                   | 1.160                                                   | 1.160                                                   |
| 5速                    | 0.964                                                   | 0.964                                                   | 0.964                                                   | 0.964                                                   |
| 1次減速比              | 2.381                                                   | 2.381                                                   | 2.381                                                   | 2.381                                                   |
| 最終減速比             | 2.388                                                   | 2.388                                                   | 2.166                                                   | 2.166                                                   |
| フレーム形式           | ダブルグレードル式                                      | ダブルグレードル式                                      | ダブルグレードル式                                      | ダブルグレードル式                                      |
| フロントサスペンション | テレスコピック                                          | テレスコピック                                          | テレスコピック                                          | テレスコピック （円筒空気ばね併用）                     |
| リヤサスペンション     | スイングアーム                                          | スイングアーム                                          | スイングアーム                                          | スイングアーム                                          |
| タイヤ（前）           | 3.25H19-4PR                                             | 3.25H19-4PR                                             | 110/90-19 62H                                           | 110/90-19 62H                                           |
| タイヤ（後）           | 4.00H18-4PR                                             | 4.00H18-4PR                                             | 130/90-16 67H                                           | 130/90-16 67H                                           |
| フロントブレーキ       | 油圧式シングル                                          | 油圧式ダブル                                            | 油圧式ダブル                                            | 油圧式ダブル                                            |
| リヤブレーキ           | ロッド式リーディングトレーリング                        | ロッド式リーディングトレーリング                        | 油圧式シングルディスク                                  | 油圧式シングルディスク                                  |
| ブレーキキャリパー     | 片押し1ピストン                                         | 片押し1ピストン                                         | 片押し1ピストン                                         | 片押し2ピストン                                         |
| 標準現金価格           | \498,000                                                | \538,000                                                | \630,000                                                | \610,000                                                |
| ---------------------- | ------------------------------------------------------- | ------------------------------------------------------- | ------------------------------------------------------- | ------------------------------------------------------- |

## 評価
750㏄クラスの決定版で『ザ・グレート・クルーザー』と銘打ち、日本国内でもフラグシップモデルとして鳴り物入りで発売された本モデルであるが、約半年遅れで1979年6月に販売開始されたCB750Fは、従来月販200台程度でベストセールスとされた大型車クラスで1,500 - 2,000台/月も売れる驚異的な大ヒットとなった。これはK・F同時発売されていた北米地区でも同様で、結果的にCBシリーズのフラグシップをCB750Fへ譲る形になった。その後もCB750Fは毎年のようにマイナーチェンジを繰り返したのに対し、本モデルは1980年に一度行われたのみである。
しかし同社のフラグシップモデルをV型4気筒エンジンを搭載するVFシリーズへ移行させたことから、CB750F共々1984年をもって生産中止し、日本国内での並列4気筒搭載モデルはCBX750シリーズに移行した。